# Centro sperimentale di cinematografia
Centro sperimentale di cinematografia (pol. Eksperymentalne Centrum Filmowe) – włoska szkoła filmowa finansowana z budżetu państwa, założona w Rzymie w 1935 roku i działająca po dziś dzień. Jest to najstarsza tego typu uczelnia w Europie Zachodniej.

## Wybrani absolwenci
Reżyserzy
- Michelangelo Antonioni
- Francesca Archibugi
- Marco Bellocchio
- Souheil Ben-Barka
- Veljko Bulajić
- Liliana Cavani
- Giuseppe De Santis
- Roberto Faenza
- Giuseppe M. Gaudino
- Pietro Germi
- Tomás Gutiérrez Alea
- Nanni Loy
- Francesco Maselli
- Gabriele Muccino
- Susanna Nicchiarelli
- Sergio Sollima
- Carlo Verdone
- Paolo Virzì
- Luigi Zampa

| Aktorzy - Giorgio Albertazzi - Clara Calamai - Claudia Cardinale - Andrea Checchi - Carla Del Poggio - Enrico Lo Verso - Domenico Modugno - Francesca Neri - Stefania Rocca - Alba Rohrwacher - Riccardo Scamarcio - Alida Valli - Monica Vitti | Operatorzy - Néstor Almendros - Pasqualino De Santis - Gianni Di Venanzo - Giuseppe Lanci - Vittorio Storaro Scenarzyści - Gabriel García Márquez - Susanna Tamaro |